# Johan van den Berg (voetballer)
Johan van den Berg (30 december 1971) is een Nederlands voormalig voetballer. Hij stond onder contract bij FC Zwolle.

## Statistieken
| Seizoen | Club      | Land      | Competitie     | Wed. | Goals |
| ------- | --------- | --------- | -------------- | ---- | ----- |
| 1995/96 | FC Zwolle | Nederland | Eerste divisie | 16   | 1     |
| Totaal  | Totaal    | Totaal    | Totaal         | 16   | 1     |